# Lucius Cornelius Merula (i. e. 193)
Az első Lucius Cornelius Merula Gallia Cisalpina területén harcolt a boik kelta népe ellen, miután azok fellázadtak a római uralom alól a II. pun háború során. A Mutina környékét fosztogató boikat véres csatában győzte le, de diadala oly sok veszteségbe került, hogy tisztjei hanyagsággal és késlekedéssel vádolták meg, ezért a senatus megtagadta tőle a triumphust.